# Gnaeus Cornelius Lentulus Clodianus (Prätor)
Gnaeus Cornelius Lentulus Clodianus war ein römischer Senator und Politiker.
Gnaeus Cornelius Lentulus Clodianus gehörte zum Zweig der Lentulier der Familie der Cornelier. Sein gleichnamiger Vater war ein erfolgreicher Politiker und Anhänger Sullas sowie des Pompeius Magnus. 60 v. Chr. wurde er als Gesandter des Senats nach Gallien geschickt. Im folgenden Jahr wurde er zum Prätor gewählt. Per Los bekam er den Vorsitz über einen der Gerichtshöfe (quaestio de maiestate) zugewiesen.